# Pascal Mahé
Pascal Mahé, francoski rokometaš, * 15. december 1963, Caen.
Leta 1992 je na poletnih olimpijskih igrah v Barceloni v sestavi francoske reprezentance osvojil bronasto olimpijsko medaljo. Čez štiri leta je z reprezentanco osvojil 4. mesto.